# Museo estatal Auschwitz-Birkenau
El Museo Estatal de Auschwitz-Birkenau (polaco: Państwowe Muzeum Auschwitz-Birkenau) es un monumento de Crímenes de guerra alemanes en Polonia en Oświęcim y engloba los dos campos de concentración Auschwitz I y Auschwitz-Birkenau. Se mantiene para recordar a los homicidios y los campos durante la Segunda Guerra Mundial y es un monumento de crímenes de guerra alemanes en la Polonia ocupada. Además el museo tiene varias otras funciones como, por ejemplo, las investigaciones acerca del holocausto de los nazis alemanes.

## Introducción
El museo fue fundado el 2 de julio de 1947 por decisión del parlamento polaco. La superficie total es de 191 hectáreas. Desde 1979 el museo es un patrimonio cultural de la humanidad. 25 millones de personas han visitado el museo hasta hoy. Lugares de memoria son: Auschwitz I, Auschwitz-Birkenau y la línea del tren entre Auschwitz I y Auschwitz-Birkenau. El museo tiene lugar en varios edificios antiguos del campo de concentración.

## Historia
Después de que la Unión Soviética había entregado el campo de concentración a Polonia, el parlamento de Polonia declaró el 2 de julio de 1947 el campo un museo. Al mismo tiempo tuvo lugar la primera exposición en las barracas del campo. En los años siguientes repasaron las exposiciones varias veces. En 1961 se dio la oportunidad de hacer una propia exhibición a todos esos países que habían sido ocupados por Alemania y cuyos ciudadanos habían sido exportados a Auschwitz. Entre esos países se encuentran Polonia, Austria, Bélgica, Francia, Holanda, Checoslovaquia, Hungría y la Unión Soviética. 

## Exhibiciones
El museo engloba los dos campos de concentración: Auschwitz I y Auschwitz II (Auschwitz-Birkenau). En el Auschwitz I hay varios exhibiciones para ejemplo:  la puerta de entrada con el lema en alemán Arbeit macht frei («(El) Trabajo libera», torres de la guardia, el bloque de muerte 11, crematorio, muro de la muerte etc.
En el Auschwitz-Birkenau hay vía de trenes con rampa, cabañas, torres de vigilancia, ruinas de crematorios etc.

### La exhibición austriaca
La exhibición austriaca que fue inaugurada en 1978 no ha sido modificada hasta hoy día y muestra Austria como víctima del nacionalsocialismo. Esta demostración unilateral motivó en 1980/81 al científico austriaco de políticas Andreas Maislinger a colaborar en el museo a través de la organización alemana Aktion Suehnezeichen y a fundar el Servicio Austriaco de la Memoria. El Presidente austriaco de aquel tiempo, Rudolf Kirchschlager, hizo entender a Maislinger que este no tenía por qué expiar en Auschwitz. Fue por esa postura rechazadora de los representantes de la República Austriaca que recién en 1992 el primer austriaco pudo prestar su servicio obligatorio en forma del Servicio Austriaco de la Memoria. En 1962 instalaron una zona de protección alrededor de Auschwitz I y Auschwitz-Birkenau para garantizar la preservación de la condición histórica. Esa zona fue aprobada como ley por el parlamento polaco en 1999. Con los años empezaron a construir memoriales e instalar tableros de información.

## Galería de fotos

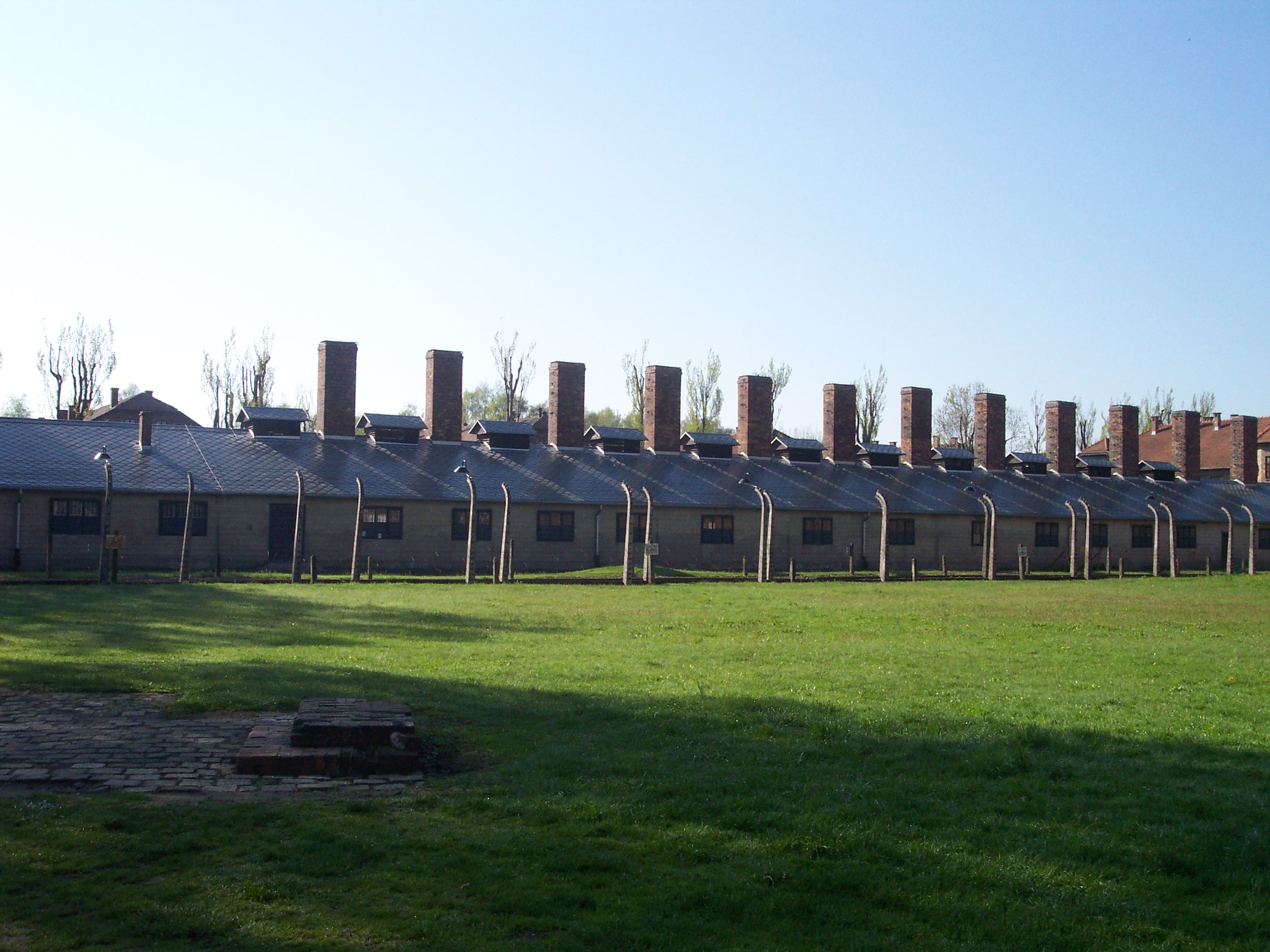
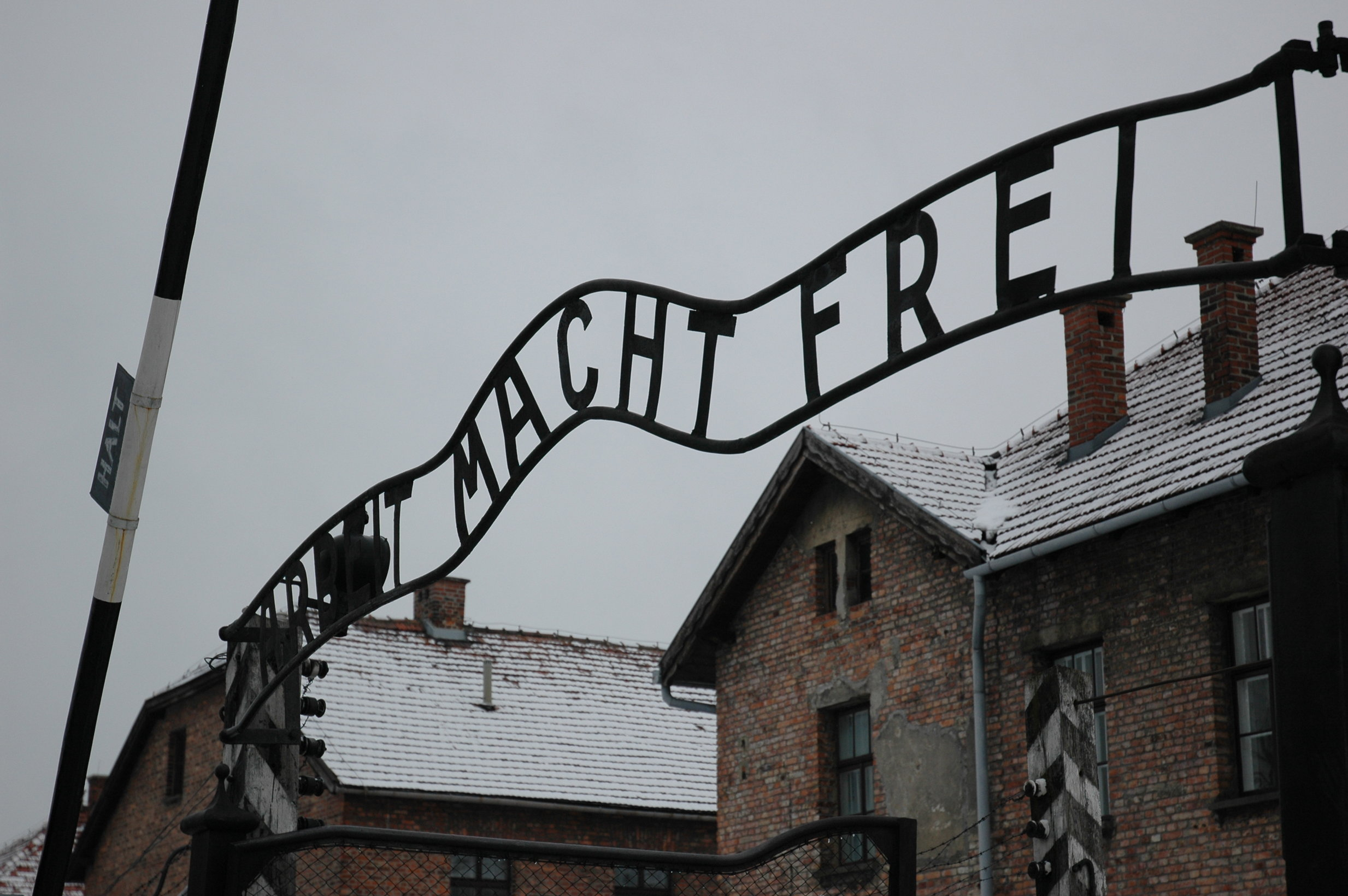
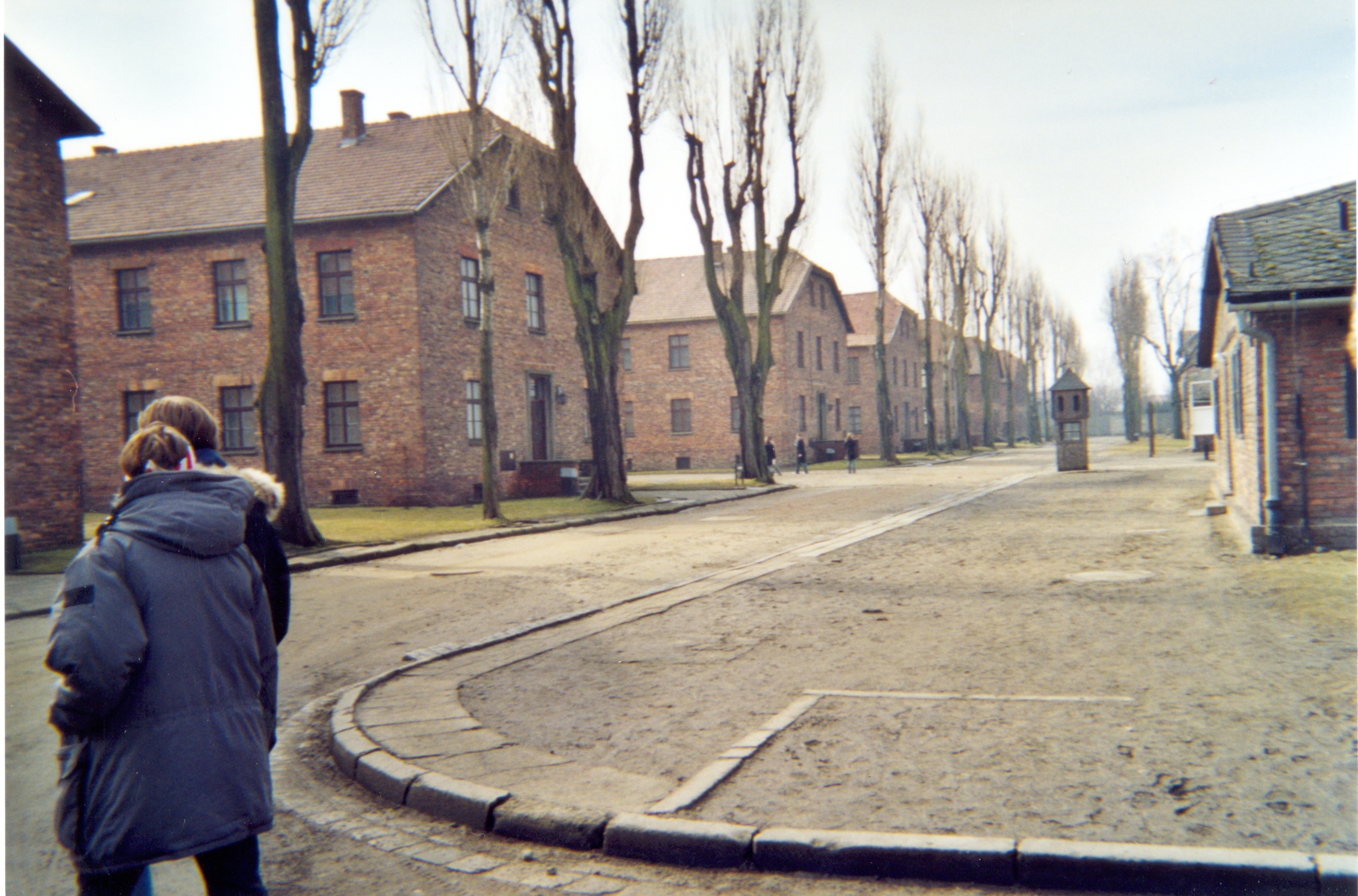
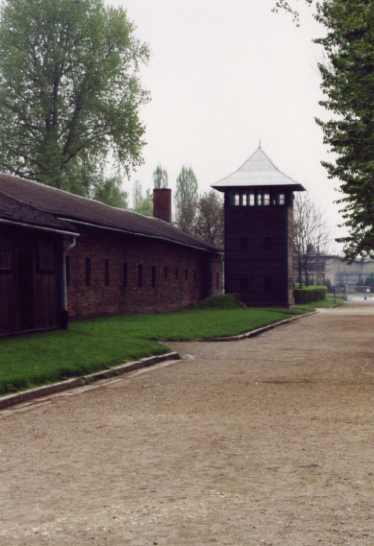